# Chengjiao (socken i Kina, Inre Mongoliet)
Chengjiao (kinesiska: 城郊, 城郊乡) är en socken i Kina. Den ligger i den autonoma regionen Inre Mongoliet, i den norra delen av landet, omkring 630 kilometer öster om regionhuvudstaden Hohhot.
Genomsnittlig årsnederbörd är 539 millimeter. Den regnigaste månaden är juni, med i genomsnitt 132 mm nederbörd, och den torraste är januari, med 3 mm nederbörd.